# Bündner Literaturpreis
Die Stiftung Bündner Literaturpreis, errichtet von der Churer Soroptimistin Milly Enderlin, verleiht jährlich ihre mit CHF 10'000 dotierte Auszeichnung für besondere Verdienste um die Literatur Graubündens.
Schriftsteller, die in Graubünden wohnhaft oder heimatberechtigt sind oder deren Werk mit dem Kanton Graubünden in besonders naher Beziehung steht, können für ihr literarisches Schaffen in rätoromanischer, italienischer oder deutscher Sprache mit dem Bündner Literaturpreis / Premi grischun da litteratura / Premio letterario grigione ausgezeichnet werden.
Seit 2021 setzt sich der Stiftungsrat zusammen aus Köbi Gantenbein (Fläsch, Präsident), Rita Schmid (Vals, Vizepräsidentin), Arianna Nussio (Brusio/Andeer), Luzia Rageth (Chur) und Rico Valär (Zuoz/Zürich).

## Preisträgerinnen und Preisträger
- 2025: Flurina Badel, Ftan[4]
- 2024: Jessica Zuan, Barcelona/Sils Maria[5]
- 2023: Joachim B. Schmidt, Reykyavik/Heinzenberg[6]
- 2022: Gion Mathias Cavelty, Chur/Zürich
- 2021: Asa S. Hendry; Luca Maurizio; Ursina Trautmann
- 2020: Romana Ganzoni
- 2019: Andri Perl
- 2018: Melitta Breznik
- 2017: Massimo Lardi
- 2016: Mariella Mehr[7]
- 2015: Angelika Overath, Sent[8]
- 2014: Oscar Peer, Chur/Lavin
- 2013: Silvio Huonder, Schwielowsee (b. Berlin)/Chur
- 2012: Andrea Paganini, Chur/Poschiavo
- 2011: Leta Semadeni, Lavin
- 2010: Peter Michael-Caflisch, Arezen
- 2009: Leo Tuor, Surrein
- 2008: Margrit Sprecher, Zürich/Chur
- 2007: Benedetto Vigne, Zürich/Salouf
- 2006: Andrea Bellasi und Ursula Riederer, Thusis
- 2005: Vincenzo Todisco, Rhäzüns
- 2004: Cesare Santi, Soazza-Chiasso
- 2003: Bernadette Lerjen-Sarbach, Zizers
- 2002: Robert Vieli, Chur
- 2001: Rut Plouda, Ftan
- 2000: Kurt Wanner, Splügen
- 1999: Cathomas/Fischbacher/Jecklin[9][10]